# Arthur Stanley Eddington
Arthur Stanley Eddington OM (Reino Unido: /ˈɑːθə ˈstænli ˈedɪŋtən/; Kendal, Westmorland —actual Cumbria—, Inglaterra, 28 de diciembre de 1882-Cambridge, 22 de noviembre de 1944) fue un astrofísico y  filósofo británico muy conocido en la primera mitad del siglo XX. El límite de Eddington, el límite natural de la luminosidad que puede ser radiada por acreción a un objeto compacto, tomó su nombre.
Es famoso por su trabajo relacionado con la teoría de la relatividad. En 1919 escribió un artículo titulado Report on the relativity theory of gravitation (Informe sobre la teoría relativista de la gravitación), que transmitió la teoría de la relatividad de Albert Einstein al mundo anglosajón. Debido a la Primera Guerra Mundial, los avances científicos alemanes no eran muy conocidos en Gran Bretaña. Demostró que la energía en el interior de las estrellas era transportada por radiación y convección. Estos trabajos quedaron plasmados en el libro The Internal Constitution of the Stars (1926).
En 1928, Eddington publicó su libro The Nature of the Physical World, que contribuyó a popularizar la flecha del tiempo en física.  

## Sus inicios y creencias
Su padre, Arthur Henry Eddington, había sido profesor de una escuela cuáquera en Lancashire antes de mudarse a Kendal, donde fue director de la Stramongate School. Murió de la epidemia tifoidea que arrasó Inglaterra en 1884. Su madre, Sarah Ann Stout, a su vez de una familia cuáquera, tras la muerte de su marido, se quedó sola al cuidado de Arthur y sus hermanas mayores, con relativamente poco dinero. La familia se desplazó a Weston-super-Mare, donde Arthur fue educado en casa antes de acudir durante tres años a una escuela primaria privada.
En 1893, Arthur ingresó en la Brymelyn School. Resultó ser un estudiante brillante, y destacó especialmente en matemáticas y en literatura inglesa. Esto le llevó a obtener una beca de 60 libras en 1898, y así pudo ir al Owens College de Mánchester una vez que cumplió los 16 años. Su primer curso tuvo una orientación general, pero los tres siguientes se centraron en la física. Su profesor de matemáticas, Horace Lamb, tuvo una gran influencia sobre él. Su progreso siguió siendo rápido, ganando varias becas y permitiéndole graduarse con un B.Sc. (Bachelor in Science, título universitario británico), con mención de primero de clase, en 1902.
Después de esta actuación en el Owens, le fue otorgada una beca de 75 libras para acceder al Trinity College de la Universidad de Cambridge, en 1903. Consiguió un máster en 1905, y entró en el Laboratorio Cavendish investigando sobre la emisión termoiónica. Aquí no le fue demasiado bien, por lo que volvió a las matemáticas, aunque tampoco pareció satisfecho.
Después de cursar estudios de física y astronomía en la Universidad de Mánchester y en el Trinity College de Cambridge (y tras pasar un breve período en el Cavendish Laboratory), fue nombrado asistente en el Observatorio de Greenwich; posteriormente (1913) llegó a ser director del Observatorio de Cambridge, cargo en el que permaneció durante toda su vida. Cuáquero y muy reservado (vivió siempre con su madre o con su hermana), dedicó gran parte de su carrera a la divulgación de la astrofísica, a través de conferencias y libros de gran éxito. Fue uno de los primeros físicos que defendió la hipótesis del big bang, la gran explosión que dio origen al Universo.
Entre sus trabajos más importantes destacan los relacionados con el movimiento, la estructura interna y la evolución de las estrellas, descritos en su obra titulada La constitución interna de las estrellas (1916). Mostró por primera vez la importancia del efecto de la presión de radiación en el equilibrio interno de una estrella, en el cual las fuerzas de atracción gravitatorias debían estar compensadas con las de repulsión ejercidas por la presión de los gases y de la propia presión de radiación. Enunció la relación entre masa estelar y luminosidad, lo que hizo posible calcular la masa de las estrellas.

## Astronomía
Eddington contribuyó a probar experimentalmente la teoría de la Relatividad General mediante la observación del desplazamiento de la posición relativa de una estrella durante un eclipse total de Sol. Tras dejar la universidad en 1905, el primer trabajo fijo de Eddington fue el de asistente jefe del Royal Astronomer (Astrónomo Real Británico) en el Real Observatorio de Greenwich. Le fue encomendado el análisis detallado de la paralaje del asteroide Eros sobre placas fotográficas, cuestión que le sirvió para desarrollar un nuevo método estadístico basado en el desplazamiento aparente de dos estrellas lejanas, lo que le mereció el Premio Smith en 1907.
Ese premio hizo que le acogieran como Fellow del Trinity College. En diciembre de 1912 George Darwin, hijo de Charles Darwin, murió repentinamente, y Eddington fue ascendido a la Cátedra Plumiana de Astronomía y Filosofía Experimental en 1913. Tras la muerte de Robert Ball, Eddington fue nombrado director del Observatorio de Cambridge el año siguiente. Fue elegido Fellow de la Royal Society poco después.
Durante la Primera Guerra Mundial, Eddington fue llamado a filas, pero como era cuáquero y pacifista, se negó a participar en el ejército. Como objetor, pidió que le asignaran servicio alternativo, y sus amigos científicos defendieron con éxito que fuera absuelto del servicio militar por su importancia para la ciencia.

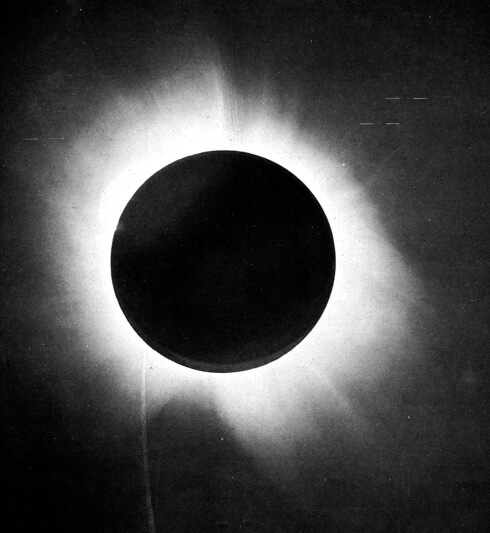
Una de las fotografías tomadas del eclipse de 1919 durante la expedición de Eddington, la cual confirmó las predicciones de Albert Einstein.

Tras la guerra, Eddington viajó a la isla de Príncipe, cerca de África, para observar el eclipse solar del 29 de mayo de 1919. Durante el eclipse fotografió las estrellas que aparecían alrededor del Sol. Según la Teoría de la Relatividad General, las estrellas que deberían aparecer cerca del Sol deberían estar un poco desplazadas, porque su luz es curvada por el campo gravitatorio solar. Este efecto solo puede observarse durante un eclipse, ya que si no el brillo del Sol hace las estrellas invisibles al ojo humano.
Las observaciones de Eddington confirmaron la teoría de Einstein, y fueron tomadas en su época como la prueba de la validez de la Relatividad General frente a la en parte obsoleta mecánica newtoniana. La noticia fue dada a conocer por muchos periódicos en primera plana. Cuando a Eddington le comentaron que, según Einstein, solo había tres personas en el mundo que comprendían la teoría de la relatividad, este respondió bromeando: “¡Ah!, ¿y quién es la tercera persona?”

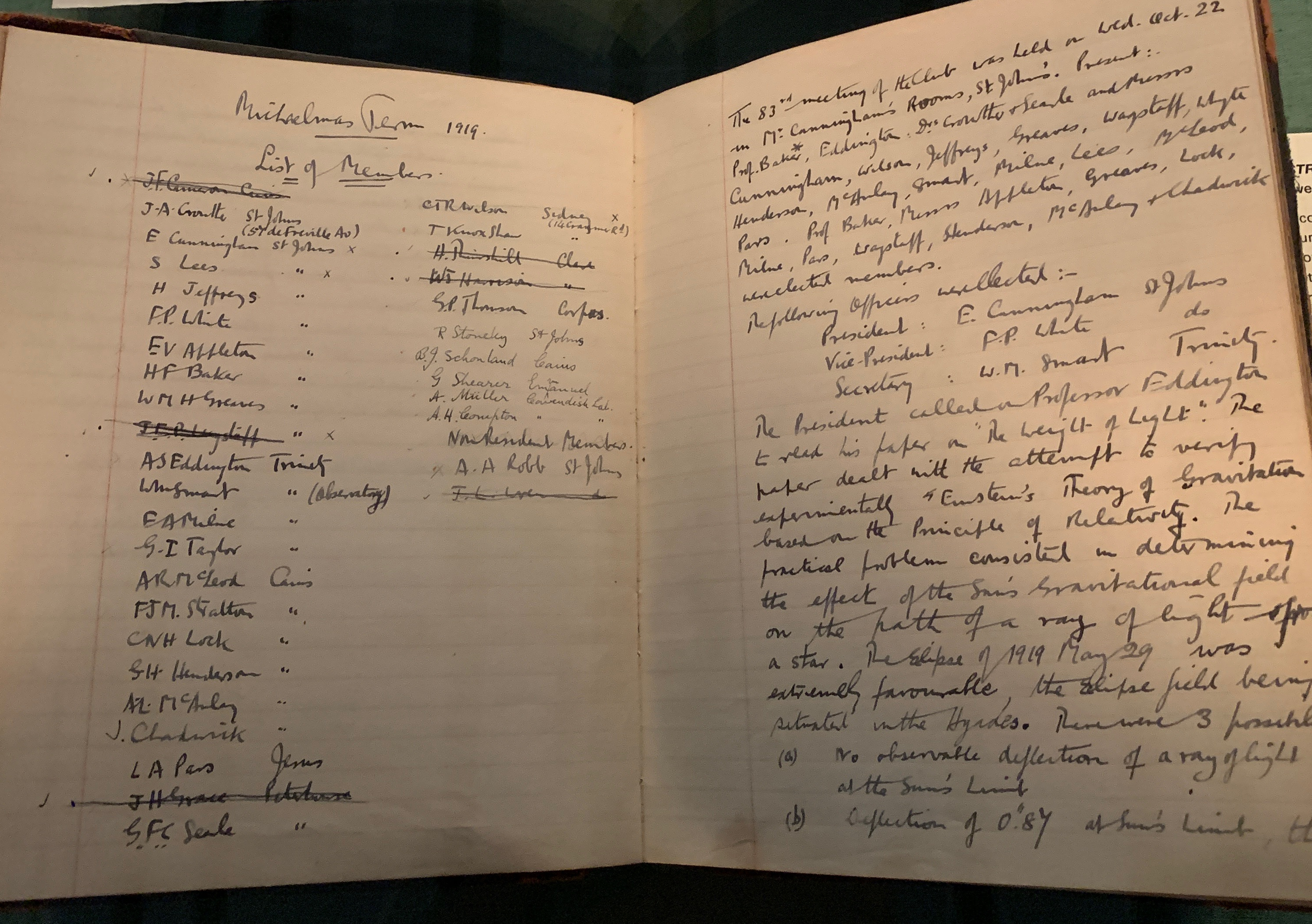
El libro de actas de Cambridge Δ^{2} V Club de la reunión donde Eddington presentó sus observaciones de la curvatura de la luz alrededor del sol, confirmando la Teoría de la Relatividad General de Einstein. Incluyen la línea "Siguió una discusión general. El Presidente comentó que la 83ª reunión fue histórica"

Aunque, debido a la dificultad en la realización del experimento con las difíciles condiciones y la tecnología disponible en aquella época, la precisión de los datos de Eddington fueron durante un tiempo puestos en duda como ejemplo de un 'sesgo de confirmación', análisis modernos han vuelto a confirmar su exactitud.
Eddington también investigó el interior de las estrellas teóricamente, y desarrolló el primer método para comprender los procesos estelares. En su modelo consideró las estrellas como esferas de gas en equilibrio radiativo e hidrostático, porque la presión del gas hacia fuera (por su temperatura) compensa la fuerza que la gravedad ejerce hacia dentro. Dedujo que, dadas las altas temperaturas internas requeridas, los átomos del material estelar estarían en esencia completamente ionizados, y por lo tanto dicho material debería comportarse como gas ideal, simplificando así los cálculos.
Así demostró que el interior de las estrellas debe encontrarse a millones de grados. También descubrió la relación masa-luminosidad para las estrellas de la secuencia principal, calculó la abundancia del hidrógeno y creó una teoría para explicar el cambio de brillo de las variables cefeidas.
En 1920, basándose en la medición precisa de los pesos atómicos hecha por F. W. Aston, fue el primero en sugerir que las estrellas obtienen su energía a partir de la fusión nuclear del hidrógeno y el helio. Aunque al principio esta teoría era controvertida, la discusión finalizó cuando Hans Bethe desarrolló la teoría de la fusión entre 1938 y 1939.
Durante esta época Eddington dio clases de relatividad en la universidad, y se hizo famoso por tener la habilidad de explicar los conceptos tanto en términos científicos como para el gran público. Su libro Mathematical Theory of Relativity (Teoría Matemática de la Relatividad) publicado en 1923 es, según el propio Albert Einstein, la mejor introducción al tema en cualquier idioma.
Einstein siempre tuvo en gran estima las opiniones de Eddington, por eso la publicación en 1930 por parte de éste de la demostración de que el Universo estático de la Relatividad General con Constante Cosmológica era inestable, acabó de convencer plenamente a Einstein de abandonar la constante cosmológica y aceptar la expansión de Universo, más debido a esta demostración, (recordemos que Einstein era un teórico), que a las observaciones de Hubble de la recesión de las galaxias. Gorge Gamow diría muchos años después que había oído a Einstein decir que “la constante cosmológica había sido el mayor error de su vida”
Eddington tuvo un largo enfrentamiento con el científico indio S. Chandrasekhar sobre el límite de masa hasta el cual una estrella puede evolucionar a enana blanca, y a partir del cual la estrella debe colapsar en una estrella de neutrones o un agujero negro. Posteriormente se ha probado que ese límite, conocido hoy como límite de Chandrasekhar es correcto, y ese científico recibió el Premio Nobel de Física en 1983.
Eddington fue el principal mentor de Georges Lemaître y contribuyó a la difusión de sus investigaciones.

## Teoría fundamental
Durante los años 20, y hasta su muerte, Eddington se concentró en lo que llamó la “teoría fundamental”, lo que pretendía ser una unificación de la mecánica cuántica, la teoría de la relatividad y la gravitación. Esta empresa también la emprendió el mismo Einstein, aunque en ambos casos sin éxito. De hecho, esa unificación sigue siendo uno de los mayores interrogantes de la Física contemporánea.
El enfoque de Eddington sobre la unificación se centró en combinar varias constantes fundamentales para producir un número adimensional. Como siempre llegaba a números próximos a la masa del protón o la carga del electrón, creyó que estas debían ser las bases de la construcción del Universo, y que sus valores no eran accidentales. El famoso físico cuántico Paul Dirac también siguió una línea similar de investigación (conocida como Hipótesis Dirac de Números Grandes), con un gran enfoque numerológico. Sin embargo, la constante de estructura fina, no correspondía con los cálculos de Eddington (el llamado número de Eddington), lo que hizo que el resto de la comunidad científica dejara de prestarle tanta atención.
Eddington creía haber encontrado una base algebraica para la Física Fundamental, que tiene similitud con las nociones algebraicas que se encuentran tras los intentos modernos de una Teoría de Gran Unificación.
Eddington no tuvo tiempo de completar esa línea de investigación antes de su muerte, y su libro Fundamental Theory (Teoría Fundamental), fue publicado póstumamente en 1946. Eddington murió en Cambridge, Inglaterra, en 1944.
Pronunció las conferencias Gifford en 1926-1927 con el título de The Nature of the Physical World (La naturaleza del mundo físico).

## Premios
- Bruce Medal (1924)
- Henry Draper Medal (1924)
- Gold Medal of the Royal Astronomical Society (1924)
- Royal Medal of the Royal Society (1928)
- Knighted (1930)
- Order of Merit (1938)
- Fue propuesto seis veces para el premio Nobel de física.[6]

## Eponimia
- El cráter lunar Eddington
- El asteroide (2761) Eddington
- La Medalla Eddington, de la Royal Astronomical Society

## Libros escritos por Eddington
- 1914. Stellar Movements and the Structure of the Universe. London: Macmillan.
- 1920. Space, Time and Gravitation: An Outline of the General Relativity Theory. Cambridge University Press. ISBN 0-521-33709-7
- 1923, 1952. The Mathematical Theory of Relativity. Cambridge University Press.
- 1926. Stars and Atoms. Oxford: British Association.
- 1926. The Internal Constitution of Stars. Cambridge University Press. ISBN 0-521-33708-9
- 1928. Fundamental Theory. Cambridge University Press.
- 1928. The Nature of the Physical World. MacMillan. 1935 edición réplica: ISBN 0-8414-3885-4, University of Michigan 1981 edition: ISBN 0-472-06015-5 (1926–27 Gifford Lectures)
- 1929. Science and the Unseen World. Macmillan. ISBN 0-8495-1426-6, 2004 reimpresión: ISBN 1-4179-1728-8
- 1930. Why I Believe in God: Science and Religion, as a Scientist Sees It
- 1935. New Pathways in Science. Cambridge University Press.
- 1936. Relativity Theory of Protons and Electrons. Cambridge Univ. Press.
- 1939. Philosophy of Physical Science. Cambridge University Press. ISBN 0-7581-2054-0 (1938 Tarner lectures at Cambridge)
- 1925. The Domain of Physical Science. 2005 reprint: ISBN 1-4253-5842-X
- 1946. Fundamental Theory. Cambridge University Press.